# کنتو کاواتا
کنتو کاواتا (ژاپنی: 川田 拳登؛ زادهٔ ۹ ژوئیهٔ ۱۹۹۷) یک بازیکن فوتبال اهل ژاپن است.
از باشگاه‌هایی که در آن بازی کرده‌است می‌توان به اشگاه فوتبال اومیا آردیجا، باشگاه فوتبال تسپاکوستاسو گونما، باشگاه فوتبال توچیگی و باشگاه فوتبال ناگانو پارسیرو اشاره کرد.